# Burg Krakovec

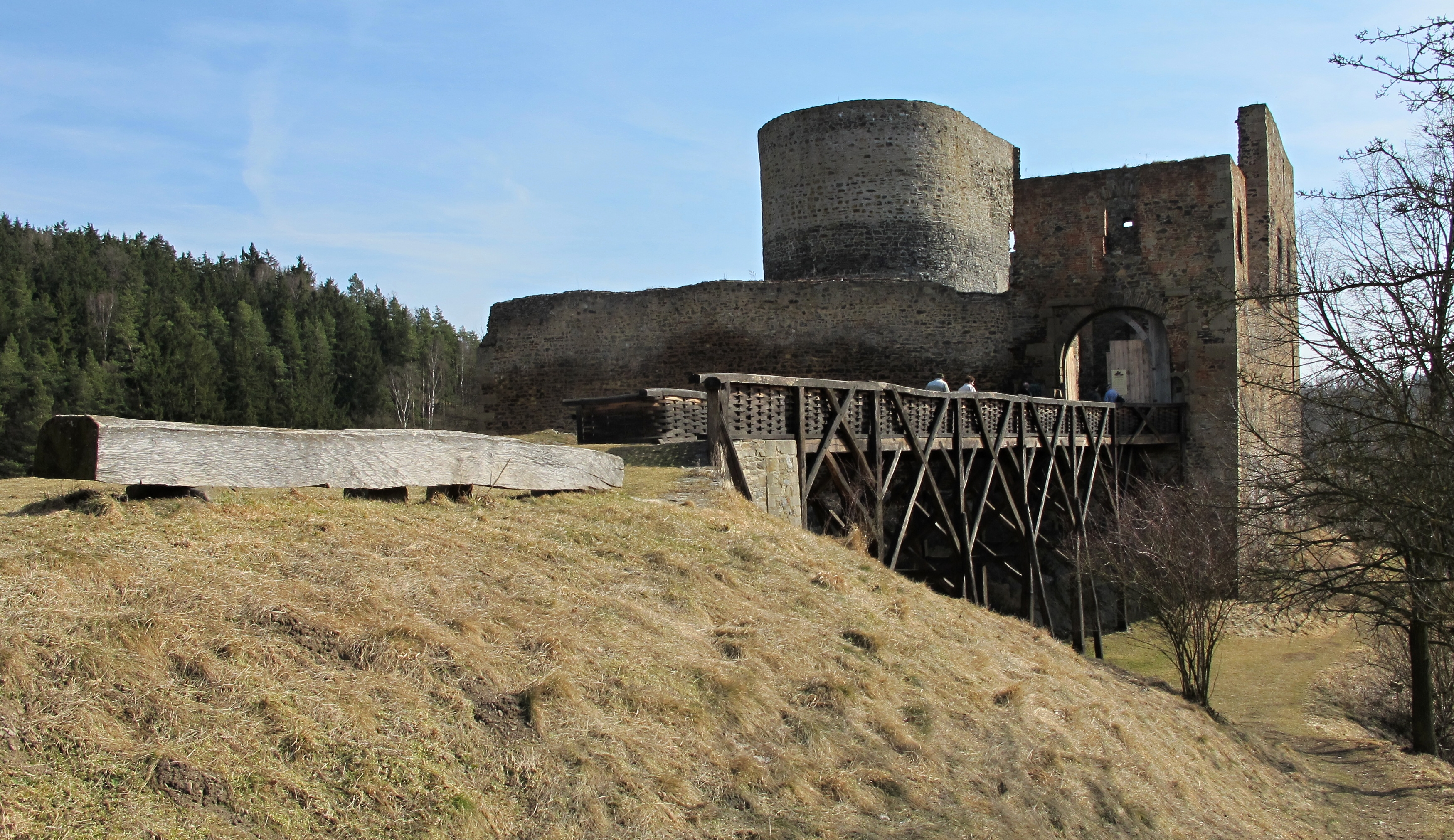
Burg Krakovec

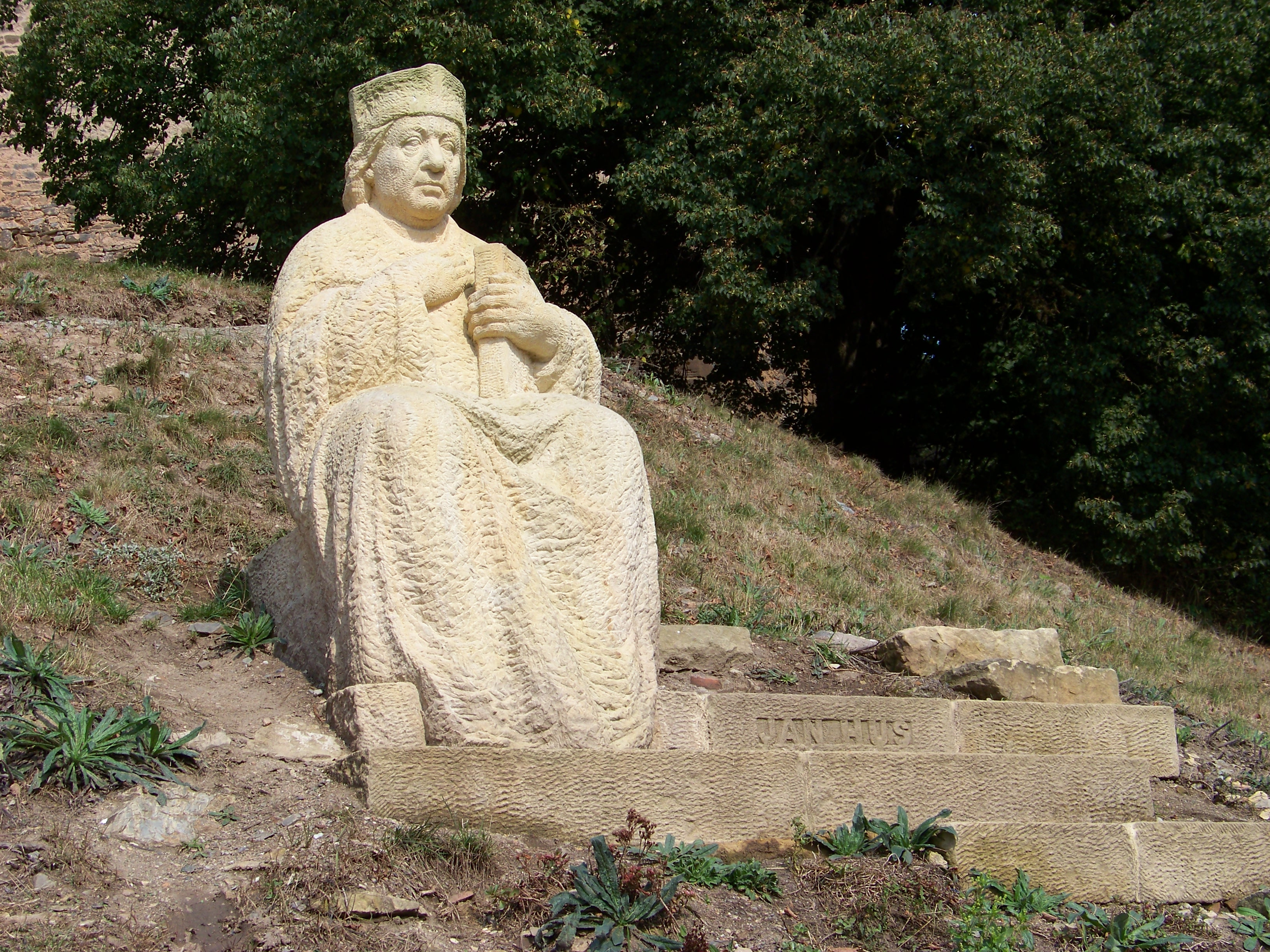
Denkmal für Jan Hus von Milan Vácha

Burg Krakovec (deutsch Rothschloss) liegt in Krakovec im Okres Rakovník, Tschechien.
Die Burg wurde um 1383 für den Burggrafen der Burg Křivoklát Jíra von Roztok erbaut. Sie gehörte ab 1410 Heinrich von Lazan und war der letzte Aufenthaltsort von Jan Hus vor seiner Abreise nach Konstanz. Im Jahre 1437 verkaufte Johann Bechyňek von Lazan Burg und Herrschaft für 2500 Schock Groschen.
Im 16. Jahrhundert  wurde die Burg im Renaissance-Stil umgebaut. Nach einem Brand 1783 wurde sie verlassen. 1915 kaufte der Klub tschechischer Touristen (KČT) die Burgruine Krakovec vom letzten Besitzer Max von Croÿ-Dülmen. Seit 1920 trägt die Ruine den Namen Krakovec.
Die Ruine war 1977 der Drehort des Kindermusicals Unsere Geister sollen leben!; 1978 wurden hier Aufnahmen für den Film Prinz und Abendstern gedreht.